# Powstanie węgierskie 1956
Powstanie węgierskie 1956, nazywane też rewolucją 1956 (węg. 1956-os forradalom) – zbrojne wystąpienie Węgrów przeciw reżimowi komunistycznemu panującemu na Węgrzech, które wybuchło 23 października 1956 roku i trwało do 10 listopada tego roku, kiedy to zostało ostatecznie stłumione przez zbrojną interwencję Armii Radzieckiej.

## Przyczyny powstania

### Przyczyny społeczno-ekonomiczne
Zapaść ekonomiczna i niskie standardy życia w Węgierskiej Republice Ludowej wzbudzały powszechne niezadowolenie. Chłopi byli niezadowoleni z polityki rolnej (kolektywizacja). Dziennikarze i literaci narzekali na warunki swojej pracy i domagali się wolności słowa. Studenci skarżyli się na warunki nauki i kryteria przyjmowania na uniwersytety (nieprzejrzysty system punktacji, np. punkty za pochodzenie lub przynależność do partii).

### Przyczyny polityczne
Po powstaniu robotników w czerwcu 1956 w Poznaniu i po wyborze popularnego Władysława Gomułki na pierwszego sekretarza PZPR wbrew woli Moskwy i bez radzieckiej inwazji, obudziły się nadzieje wewnątrzpartyjnej opozycji węgierskiej, na podobny przebieg wydarzeń na Węgrzech. Węgierska Partia Pracujących była podzielona na skrzydła reformatorskie i stalinowskie, co trwało od stracenia w 1949 r. (z inicjatywy Mátyása Rákosiego) László Rajka. Po śmierci Stalina doszło do osłabienia pozycji Rakosiego, który musiał zgodzić się na objęcie stanowiska premiera przez Imre Nagya, reprezentanta skrzydła umiarkowanego. Z kolei dymisja premiera ZSRR Malenkowa, uchodzącego za protektora Nagya sprawiła, że Nagy w marcu 1955 r. został usunięty ze stanowiska, a później też wykluczony z partii. Zwolennicy Nagya skupili się w Klubie im. Petőfiego. Frakcję Nagya skonsolidował uroczysty pogrzeb Rajka i innych ofiar stalinowskiego terroru 6 października 1956 r. z udziałem kilkuset tysięcy ludzi.
Jednakże znacznie dalej niż nadzieje wewnątrzpartyjnej opozycji sięgały wolnościowe roszczenia studentów uniwersytetu technicznego w Budapeszcie – domagających się w oświadczeniu z 22 października wolności obywatelskich, demokracji parlamentarnej i narodowej niepodległości. By rozpowszechnić swe żądania, kolportowali je w instytucjach, zakładach pracy i na innych uniwersytetach. Próbowali również (bezskutecznie) skłonić węgierskie radio do odczytania ich oświadczenia. Jedną z przyczyn powstania była też chęć pomszczenia krzywd wyrządzonych w czasie masowego terroru okresu rządów Rákosiego. Przykładowo na Węgrzech w okresie gdy rządził Rákosi było trzy razy więcej więźniów politycznych niż w Polsce przy trzykrotnie mniejszej liczbie ludności i faktycznym braku na Węgrzech zbrojnego podziemia antykomunistycznego. Przeciwnicy komunizmu tworzyli takie organizacje jak Miecz i Krzyż, Biała Gwardia, Przymierze Krwi, Partia Miłości, Front Chrześcijański, Sojusz Wolnych Socjaldemokratów.

## Przebieg zdarzeń
Powstanie zaczęło się 23 października 1956 i zakończyło według oficjalnej wersji 4 listopada 1956, choć najbardziej zacięte i krwawe walki powstańców z sowieckim najeźdźcą toczyły się w okresie od 4 do 10 listopada, a prześladowania uczestników powstania trwały jeszcze kolejne lata.

### Początek rewolucji 23 października
Studenci politechniki w Budapeszcie uzyskali zgodę na manifestację solidarności z „polskim Październikiem”, ale ich właściwe, wolnościowe cele sięgały znacznie dalej i pokrywały się z celami większości węgierskiego społeczeństwa, które masowo wzięło udział w manifestacji. Przemarsz zakończył się początkowo na placu Bema odczytaniem listy żądań studentów. Mimo oficjalnego końca demonstracji, wciąż przyłączali się do niej kolejni uczestnicy i sytuacja zaogniała się coraz bardziej. Część liczącej setki tysięcy uczestników demonstracji pomaszerowała pod parlament, jednakże większość udała się pod rozgłośnię węgierskiego radia, starając się skłonić je do odczytania listy żądań, jednakże zamiast poparcia, otworzono z budynku radiostacji ogień do demonstrantów. Sytuacja zaogniła się jeszcze bardziej, gdy przy pomocy broni otrzymanej od węgierskiego wojska, demonstrantom udało się zająć budynki radiowe. Wieczorem zebrało się ok. 300 000 ludzi przed parlamentem, żądając wolności słowa i poglądów, wolnej prasy, wolnych wyborów i pełnej niezależności od ZSRR, jak również nominacji Imre Nagya na szefa rządu. Sam Nagy wezwał demonstrantów do spokoju i rozejścia się i został niespodziewanie jeszcze tej samej nocy przez KC węgierskiej partii robotniczej powołany na premiera. Jednocześnie Sowieci rozpoczęli interwencję militarną, na prośbę sekretarza partii Ernő Gerő sygnowaną przez Biuro Polityczne (łącznie z Nagyem). Jeszcze tego wieczoru demonstranci obalili pomnik Stalina, stojący na placu Bohaterów. Nagy w trakcie krótkich rządów formalnie rozwiązał tajną policję, ogłosił zamiar wycofania się z Układu Warszawskiego i zobowiązał się do przywrócenia wolnych wyborów.

### Przed interwencją 24 października do 3 listopada
- 24 października powstanie rozszerzyło się na dalsze miasta, jednak jego głównym ośrodkiem pozostawał Budapeszt. Zakładano rady pracownicze, narodowe i rewolucyjne, ogłoszono strajk generalny, wydano pierwsze niezależne gazety – jednak do 28 października nie udało się powstańcom opanować ani jednego ważnego obiektu. Do Budapesztu wkracza 6 tysięcy żołnierzy radzieckich, wspieranych przez ponad 200 czołgów, współdziałających z węgierskimi służbami bezpieczeństwa i armią. Na Węgry przylatują Anastas Mikojan i Michaił Susłow z ramienia Biura Politycznego KPZR oraz generał Iwan Sierow z KGB.
- 25 października Ernő Gerő usunięto z funkcji I sekretarza KC, I sekretarzem partii został János Kádár. ÁVH (Államvédelmi Hatóság – Wydział Bezpieczeństwa Państwa) strzela przed parlamentem do tłumu – ponad 100 zabitych. Nagy wycofuje swoją zgodę na interwencję radziecką.
- 27 października Imre Nagy przedstawia skład nowego rządu i ogłasza rozwiązanie ÁVH. Jej funkcjonariusze są internowani. Armia Węgierska na polecenie rządu wstrzymuje działania przeciw powstańcom. Wydarzenia zostają oficjalnie uznane przez władze za rewolucję.
- 28 października Armia Radziecka na prośbę rządu węgierskiego zawiesza akcję militarną.
- 30 października Nagy ogłasza koniec systemu jednopartyjnego i powołuje niekomunistycznych ministrów. Powstańcy rozbijają Budapeszteński Komitet Partyjny i linczują 20-30 spośród 80 jego obrońców. Sowieci sygnalizują chęć rokowań, jednocześnie jednak przygotowując atak zbrojny na Węgry. Biuro Polityczne KPZR większością głosów wypowiada się przeciw interwencji zbrojnej na Węgrzech. Kardynał József Mindszenty zostaje uwolniony z więzienia.
- 31 października ostatnie oddziały radzieckie opuszczają Budapeszt i wycofują się 20 kilometrów od miasta.
- 1 listopada Nagy ogłasza wystąpienie z Układu Warszawskiego i neutralność Węgier. Rząd węgierski zwraca się z prośbą o wycofanie oddziałów radzieckich z Węgier. Prosi członków ONZ o zagwarantowanie neutralności Węgier. Biuro Polityczne KPZR podejmuje decyzję o interwencji zbrojnej. Chruszczow rozpoczyna informowanie państw komunistycznych (w tym ChRL, SFRJ i PRL) o tym fakcie. Wicepremier rządu Nagya Janos Kadar ogłasza powstanie nowej partii – Węgierskiej Socjalistycznej Partii Robotniczej utworzonej w miejsce rozwiązanej Węgierskiej Partii Pracujących. Wieczorem znika z Budapesztu (pod eskortą oficerów KGB poleciał do ZSRR).
- 3 listopada w godzinach wieczornych podstępnie aresztowano delegację węgierską wraz z ministrem obrony Pálem Maléterem, która przybyła na rozmowy dotyczące wycofania wojsk radzieckich z terytorium Węgier. Tego samego dnia, w Szolnoku, utworzono marionetkowy Węgierski Rewolucyjny Rząd Robotniczo-Chłopski z Jánosem Kádárem na czele, który poprosił ZSRR o pomoc w stłumieniu „kontrrewolucyjnego powstania”.

### Interwencja Armii Radzieckiej 4 listopada do 10 listopada
4 listopada o świcie nastąpiło wznowienie radzieckiej interwencji na Węgrzech z udziałem broni pancernej. Brało w niej udział 58 tysięcy żołnierzy radzieckich. Na sygnał radiowy „Grom” o godzinie 4.00 rano oddziały radzieckie ruszyły do ataku rozpoczynając operację „Wicher” (ros. Wichr′). Spadochroniarze radzieccy opanowali lotniska, bez walki zajęto gmachy parlamentu i ministerstwa obrony narodowej. W oddziałach armii węgierskiej przywróceni zostali dowódcy usunięci przez powstańców, zaś ci którzy poparli powstanie – aresztowani. Nagy z kilkoma członkami swojego rządu po wystąpieniu radiowym schronił się w ambasadzie jugosłowiańskiej. Zacięte walki trwały do 10 listopada, choć ich rezultat był z góry znany, gdyż powstańcy byli gorzej uzbrojeni i pozbawieni centralnego dowodzenia, a armia węgierska – zdezorganizowana aresztowaniem ministra obrony narodowej i niechętną walce postawą większości kadry oficerskiej – praktycznie nie stawiała zorganizowanego oporu. Rozbrojono 35 tysięcy żołnierzy i powstańców. Do 12 listopada główne miasta zostały opanowane. W wyniku walk od 23 października zginęło po węgierskiej stronie 2500 osób, głównie w czasie walk w Budapeszcie ponad 20 tysięcy aresztowano lub internowano, a ok. 200 tysięcy osób uciekło z kraju do Austrii i Jugosławii. Pozostające na Węgrzech rozbite oddziały powstańcze po 10 listopada przeszły do podziemia lub próbowały organizować partyzantkę. Straty materialne wyniosły 220 mln forintów, co stanowiło ok. 25% rocznego dochodu narodowego Węgier. Według archiwów radzieckich zginęło lub zaginęło 740 żołnierzy i oficerów radzieckich, zaś 1540 odniosło rany – ponad połowa z nich poległa w październiku. 7 listopada do Budapesztu przybył rząd Kadara i przejął władzę. Został on oficjalnie uznany przez państwa zachodnie.
Przed powstaniem i w jego czasie nadzorowana przez oficerów amerykańskich sekcja węgierska Radio Wolna Europa obiecywała Węgrom militarną pomoc Zachodu, zachęcając ich do zbrojnego wystąpienia i instruując wojskowo (np. uczono sporządzania koktajli Mołotowa). Obietnica ta nie została jednakże dotrzymana. Amerykański sekretarz stanu John Foster Dulles miał powiedzieć: „Nie traktujemy tego kraju [Węgier] jako naszego potencjalnego sojusznika wojskowego”. Jedynym krajem, który chciał udzielić pomocy militarnej Węgrom, była Hiszpania pod rządami generała Francisco Franco. Słynny „pułkownik Bell” przekonywał przez radio, iż powstańcy mogą i powinni pokonać armię radziecką – udzielał im także praktycznych rad, jak tego dokonać. Na etapie walk partyzanckich, w drugiej połowie listopada doszło do kilku zrzutów broni i zaopatrzenia dla powstańców przez samoloty bez oznaczeń, a według danych radzieckich, Armia Radziecka zdobyła ok. 2000 sztuk zachodniej broni strzeleckiej.
Stany Zjednoczone interesowały się jednak znacznie bardziej kryzysem na Kanale Sueskim – najważniejszej drodze morskiej świata i rozpoczętą 30 października francusko-brytyjską inwazją na Egipt. Allen Dulles, szef CIA, przekonywał prezydenta USA, że poświęcenie Węgier korzystne jest dla realizacji strategicznego celu – skłócenia ZSRR z Chinami i Jugosławią. 29 października polecenie zakomunikowania władzom ZSRR braku zainteresowania USA sytuacją Węgier oraz informacji, iż Węgry nie są militarnym sojusznikiem USA otrzymał ambasador amerykański w Moskwie Charles E. Bohlen – uczynił to następnego dnia.

### Po 10 listopada 1956
Jeszcze do końca 1956 trwały sporadyczne potyczki zbrojne i strajki. Po złamaniu oporu zbrojnego na czoło wysunęła się zdominowana przez zwolenników Nagya Centralna Budapesztańska Rada Robotnicza, utworzona 14 listopada 1956 r. Rada żądając wycofania wojsk radzieckich zorganizowała strajk powszechny 22-23 listopada, demonstrację kobiet 4 grudnia i zamieszki 8 grudnia. 11 grudnia Rada została zdelegalizowana a ogłoszony przez nią kolejny strajk powszechny załamał się. 21 kwietnia 1957 r. rozwiązany został Węgierski Związek Pisarzy – ostatni bastion opozycji. Sporadyczne walki z izolowanymi grupami w trudniej dostępnych rejonach kraju trwały do stycznia 1957 roku.
Imre Nagy, który początkowo schronił się w ambasadzie Jugosławii, został pojmany przez Sowietów, wywieziony do Rumunii i 15 czerwca 1958 r. skazany na karę śmierci (wyrok wykonano dwa tygodnie później). Skazano na śmierć i stracono ogółem ok. 230 osób. Do 1963 Kádár w ramach kolejnych amnestii ułaskawił większość politycznych więźniów, byłych uczestników rewolucji. Kraj po powstaniu węgierskim opuściło blisko 200 tys. Węgrów – kilkadziesiąt tysięcy z nich powróciło po ogłoszeniu amnestii w 1963 r.
Rok 1956 był rokiem przełomowym w powojennej historii Węgier. Jak co roku, 23 października obchodzony był na Węgrzech jako rocznica wybuchu rewolucji węgierskiej. Dla Węgrów jest to prawdziwy dzień „pamięci narodowej”. Dla wielu był on też dniem przełomowym w życiu osobistym. Po upadku rewolucji 1956 roku wielu bowiem Węgrów opuściło swój kraj i osiedliło się na stałe za granicą. Po latach można już dość dokładnie ustalić, ilu wówczas wyjechało na stałe i gdzie. Ciekawe dane na ten temat zebrał, zamieszkały na stałe w Wiedniu, duchowny ewangelicki pochodzenia węgierskiego (po ojcu) István Szépfalusi. Z zebranych przez niego danych wynika, że w latach 1956–1957 przedostało się nielegalnie z Węgier do Austrii dokładnie 181 007 osób. Liczbę tę można uzupełnić dalszymi 19 857 osobami, które w latach 1956–1958 w podobny sposób przedostały się do Jugosławii. Największa liczba uchodźców pochodziła z zachodnich, przygranicznych terenów, najmniej zaś z centralnych i wschodnich rejonów kraju. Dwie trzecie stanowili mężczyźni; ponad połowa była w wieku poniżej 25 lat; jedna trzecia – w przedziale wieku 25-39 lat; mniej niż 12% – w przedziale wiekowym 40-59 lat. Osoby w wieku powyżej 70 lat stanowiły poniżej 1% udziału w ogólnej liczbie uchodźców. Ciekawe, iż pośród uchodźców pochodzących z Budapesztu udział kobiet był większy niż przeciętny. Po krytycznych latach 1956–1957 liczba uchodźców radykalnie spadła, ale nielegalne przekraczanie granicy bynajmniej nie ustało. Tak więc w kolejnych latach, 1958–1961, uciekło z Węgier dalszych 985 osób. Miała też miejsce odwrotna fala migracji ludności, mianowicie część uchodźców ze względów rodzinnych powróciła do kraju. Największy ruch powrotny był w okresie od listopada 1956 roku do grudnia 1957 roku. Ogółem powróciło na Węgry: z Austrii 8319 osób, z Jugosławii 2773 osoby, z innych zaś państw – przez Austrię – 3774 osoby, łącznie 14 866 osób.
Z posiadanych informacji wynika też, że w tym czasie władze węgierskie odmówiły prawa powrotu 105 osobom. Z ogólnej liczby 181 992 uchodźców, przybyłych do Austrii w okresie do 1961 roku, w kraju tym pozostały 10 442 osoby. W Jugosławii, pozostało 407 osób, natomiast 76 osób uznano za zaginionych w tym kraju. Połowa ze 161 505 uchodźców węgierskich, którzy wyjechali z Austrii oraz 16 601 uchodźców, którzy opuścili Jugosławię – poszukała sobie nowej ojczyzny na dalekich kontynentach. Najwięcej osiedliło się w Stanach Zjednoczonych (39 195 osób), w dalszej kolejności w Kanadzie (25 487 osób), Australii (10 417 osób), Izraelu (1897 osób) i Republice Południowej Afryki (1331 osób). Spośród ogólnej liczby 79 272 uchodźców węgierskich, którzy z Austrii udali się do innych krajów europejskich, najwięcej osób znalazło schronienie w Wielkiej Brytanii (20 840), w dalszej kolejności – w Niemczech (14 423), Szwajcarii (12 008), Francji (10 257), Szwecji (5947) oraz Belgii (3562). Według danych Głównego Komisarza ds. Uchodźców ONZ, liczba Węgrów przebywających w obozach przejściowych w Austrii wyniosła w 1992 roku już tylko 321 osób. Uchodźcy z okresu rewolucji '56 roku otrzymywali wszelką pomoc i wsparcie ze strony ludności i władz austriackich. Ich przystosowanie do warunków austriackich przebiegało na ogół bezproblemowo. Wielu spośród nich po czterech latach pobytu w Austrii otrzymywało obywatelstwo austriackie i ani przez chwilę nie miało problemu z otrzymaniem zezwolenia na podjęcie pracy w tym kraju.

### Działania lotnicze
Węgierskie Siły Powietrzne podczas powstania używane były głównie do celów transportowych, rozpoznawczych i demonstracyjnych, wykonując 255 lotów. Lotnictwo węgierskie wykonało jedynie kilka ataków szturmowych na cele naziemne (w tym nalot Ił-28 na radziecką przeprawę pontonową przez Cisę), ponadto omyłkowo ostrzelało obóz cygański 27 października (17 zabitych i ponad stu rannych). Jeden węgierski MiG-15bis został rozbity. Do 5 listopada lotniska węgierskie zostały opanowane przez Armię Radziecką. Lotnictwo radzieckie w ramach tłumienia powstania i walk z partyzantami do początku 1957 roku wykonało około 1300 lotów, również sporadycznie atakując cele naziemne. Do walk powietrznych ani intensywnych bombardowań nie dochodziło, a zagrożenie dla lotnictwa radzieckiego stwarzał ostrzał z ziemi (8 listopada zestrzelono rozpoznawczy Ił-28R, a później śmigłowiec Mi-4). Szczególnie istotne dla strony radzieckiej były śmigłowce transportowe Mi-4, wykorzystane po raz pierwszy w radzieckiej praktyce do przerzutu wojsk aeromobilnych, zajmujących lotniska i istotne punkty.

## Polskie reakcje na powstanie węgierskie

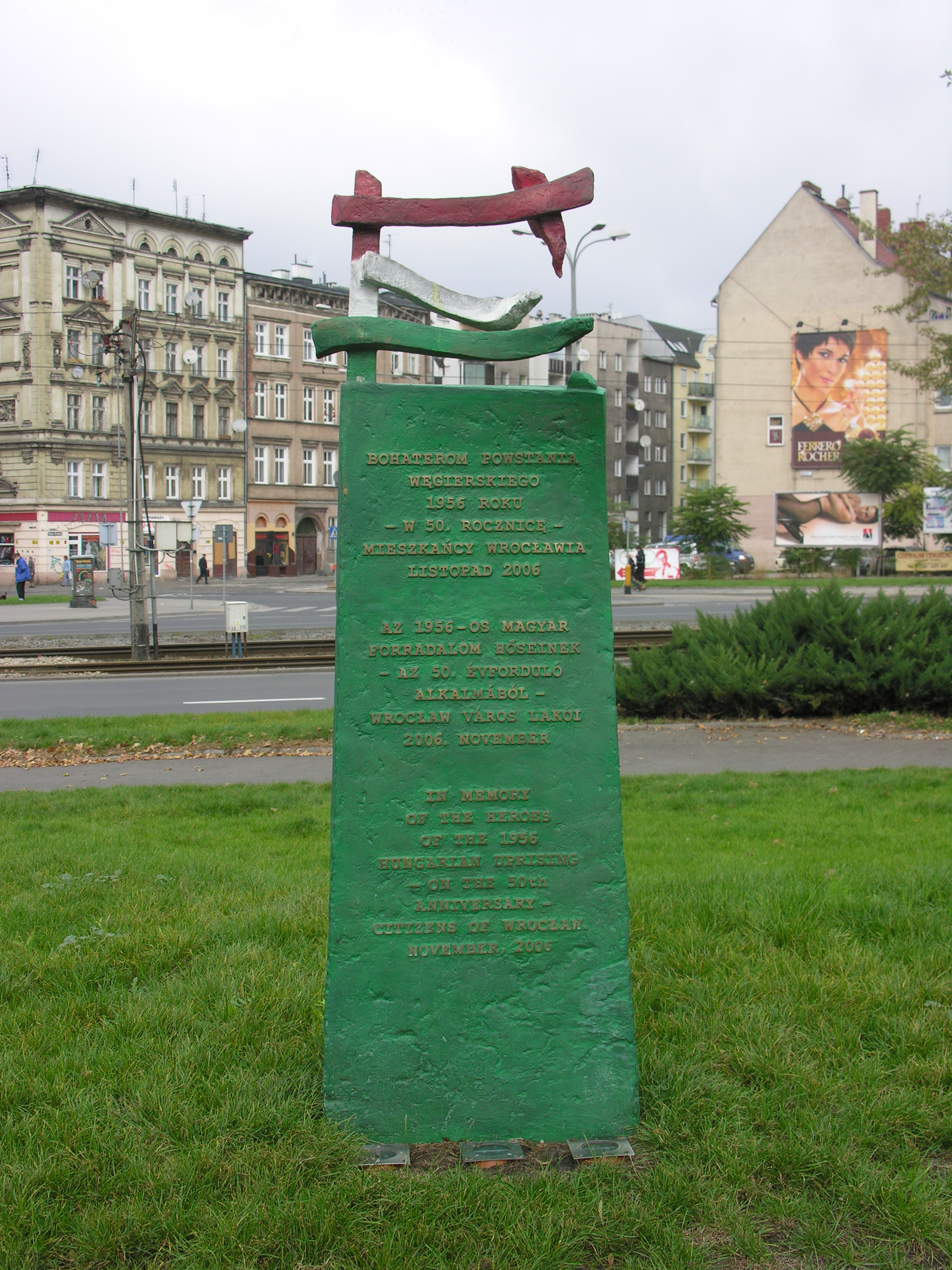
Pomnik powstania węgierskiego odsłonięty we Wrocławiu w jego 50. rocznicę w listopadzie 2006

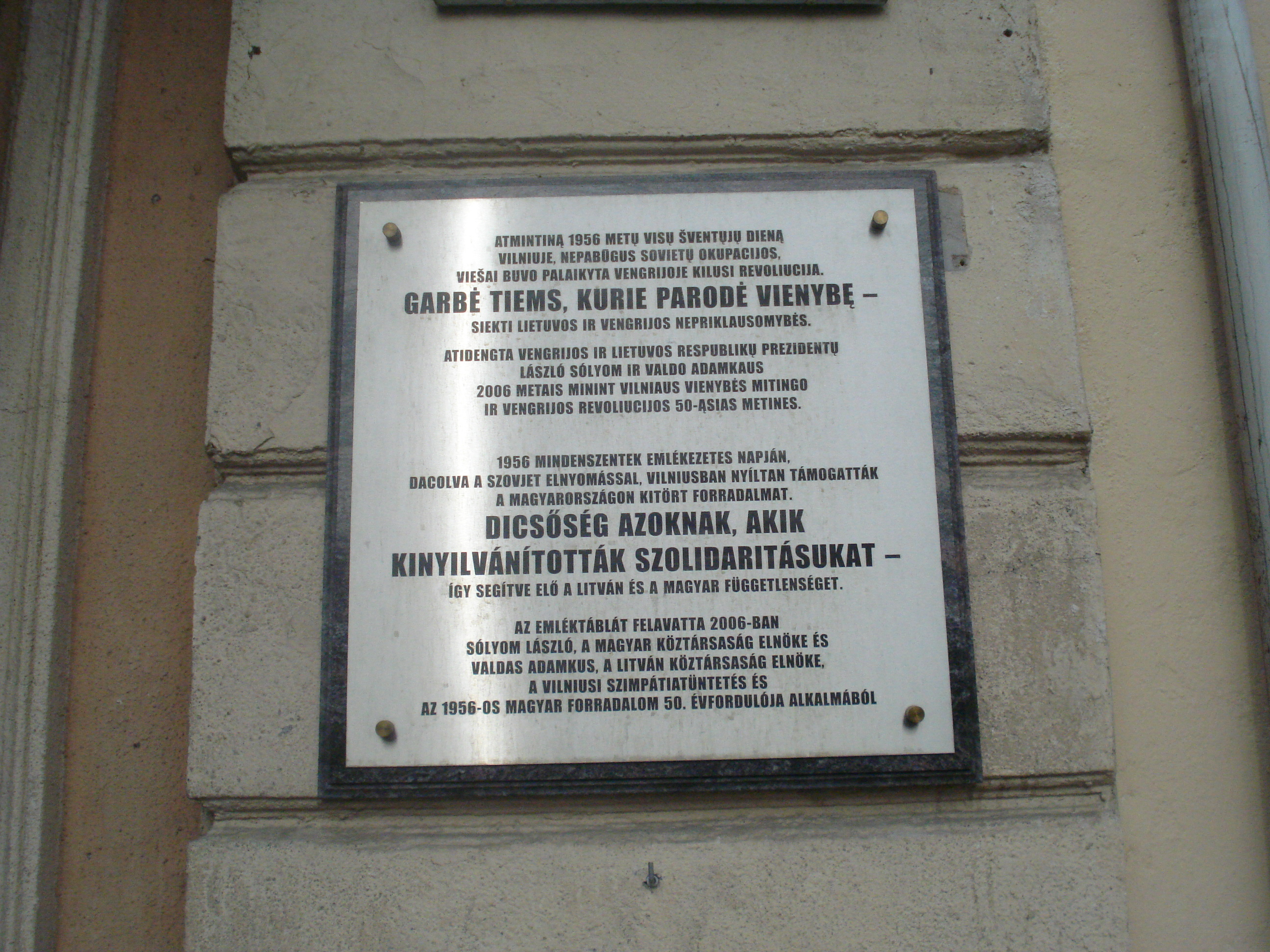
Tablica upamiętniająca rewolucję węgierską w 1956 r. w Wilnie

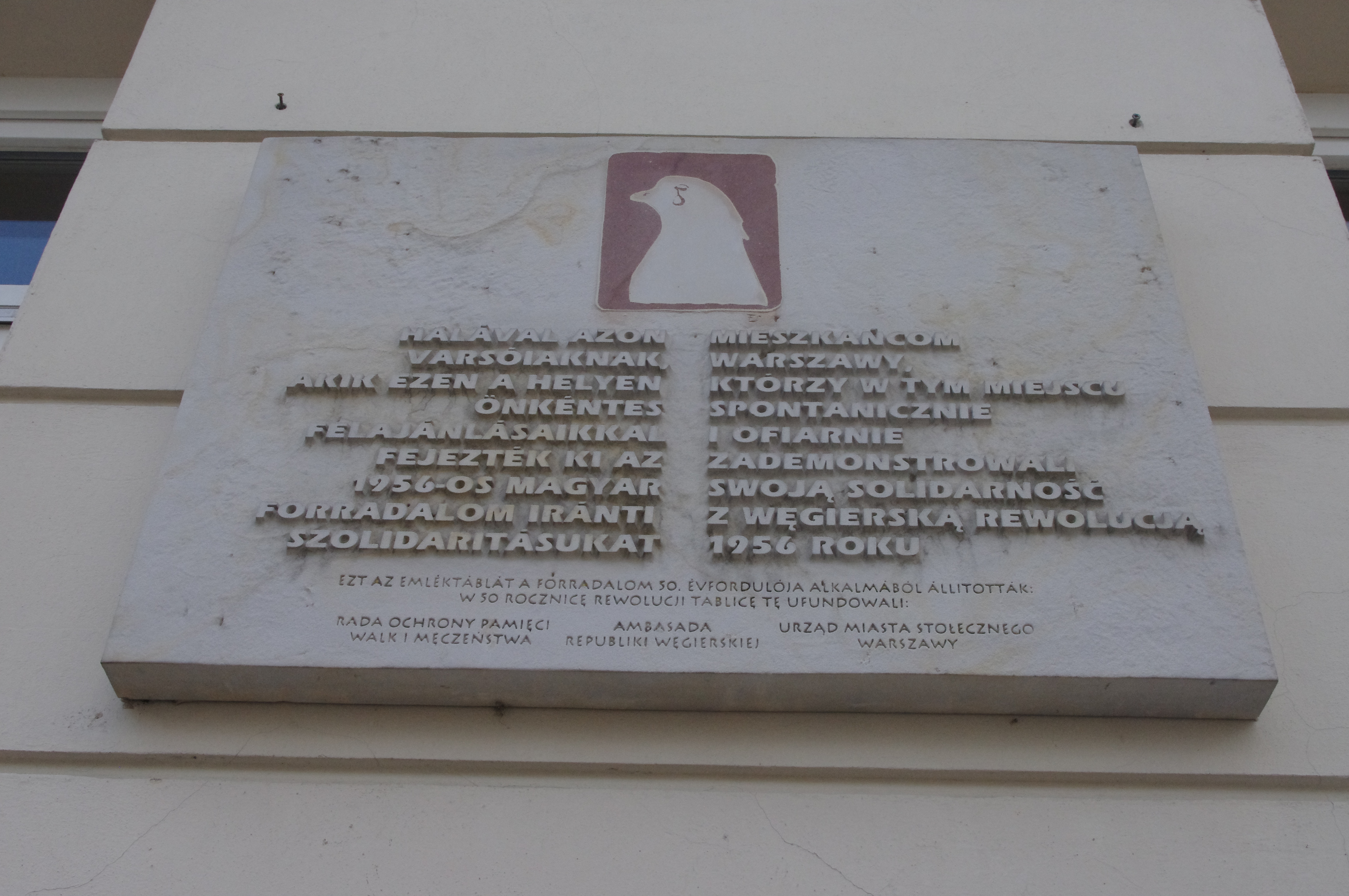
Tablica upamiętniająca solidarność polsko-węgierską podczas rewolucji węgierskiej 1956 r., na Krakowskim Przedmieściu 5 w Warszawie

Wydarzenia na Węgrzech spotkały się z bardzo żywiołową reakcją w Polsce. Po inwazji radzieckiej pomoc okazywana przez Polaków „węgierskim bratankom” przybrała olbrzymią skalę. Do 12 listopada w całym kraju zgłosiło się 11 196 honorowych krwiodawców. Aby ich obsłużyć, uruchomiono dodatkowe punkty. W całym kraju powstawały komitety zajmujące się działaniem na rzecz potrzebującej ludności węgierskiej. Statystyki PCK wskazują, że samym transportem lotniczym (15 samolotów) dostarczono na Węgry 44 tony medykamentów i materiałów pierwszej potrzeby. Pomoc wysyłana przy użyciu transportu drogowego i kolejowego była znacznie większa. Polską pomoc szacuje się na wartość ok. 2 mln ówczesnych dolarów amerykańskich. Społecznie, oddolnie zorganizowana pomoc materialna przysłana z Polski była znacznie większa niż udzielona przez rząd USA.

## Wpływ na partie komunistyczne
Wydarzenia na Węgrzech doprowadziły do załamania ideologicznego wewnątrz partii komunistycznych na świecie, szczególnie tych z Europy Zachodniej. Partie, rozczarowane polityką ZSRR, odnotowały duży spadek liczby członków. Partie komunistyczne na Zachodzie w większości już nigdy nie odzyskały siły, jaką dysponowały przed interwencją wojsk ZSRR, a sama interwencja została skrytykowana także przez wielu polityków komunistycznych, w tym Milovana Đilasa, który stwierdził, że interwencja na Węgrzech była raną zadaną komunizmowi.